# Poecile hyrcanus
Poecile hyrcanus là một loài chim trong họ Paridae.